# 닥터 에그맨

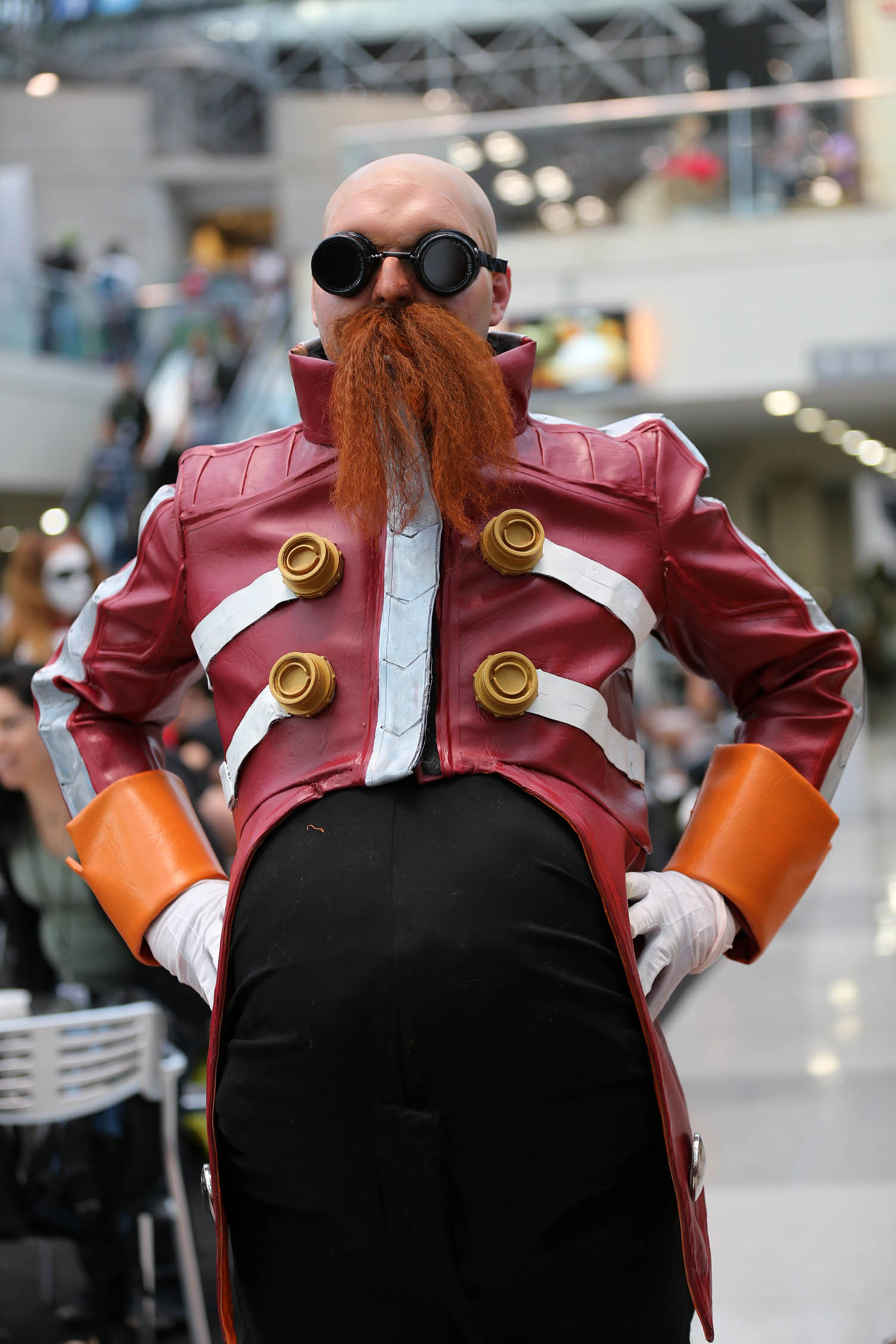

닥터 에그맨은 소닉 더 헤지호그의 등장인물이다. 보통은 적 인물로 나오나 소닉 어드벤처 2 등 일부 게임에서는 플레이어블 캐릭터로 활용할 수 있다.

## 이름
일본판에서도 북미판에서도 모두 닥터 에그맨(영어: Dr.Eggman)이라는 명칭을 공식으로 쓰고 있으나, 북미판에서는 이보 로보트닉(영어: Ivo Robotnik)이라고 서술되어 있다.
이 때문에 북미판을 기준으로 만든 옛날 소닉 애니메이션에서는 주로 "로보트닉 박사"(영어: Dr. Robotnik)이라는 명칭을 많이 썼다.
공식적으로는 이보 로보트닉이 본명이지만, 닥터 에그맨이란 이름은 소닉이 붙인 별명이라는 설정을 가지고 있다.

## 제작 경위
세가 측에서 마스코트 캐릭터를 제작할 때 사용된 캐릭터 도안 중 하나였던 잠옷 입은 아저씨인 '시어도어 루스벨트'라는 캐릭터가 있었는데, 메인 디렉터 나카 유지가 이 디자인을 아주 마음에 들어하여 복장을 바꾸어 지금의 에그맨으로 만들었다. 복장은 옛날과 지금이 다른데, 소닉 어드벤처 시점으로 캐릭터들의 디자인이 일신되면서 바뀐 것이다.

## 캐릭터성
세 끼 밥보다 메카를 좋아하는 IQ 300의 천재 과학자이자 매드 사이언티스트로, 자신의 두뇌에 대해서도 엄청난 자부심을 가지고 있다. 세계 정복을 목표로 하고 있으나 번번히 소닉과 동료들에게 저지당해 소닉을 쥐새끼라고 부르며 증오한다. 그러나 언제나 소닉을 싫어하는 것만은 아닌데, 평소에는 소닉과 의외로 친하게 지내며 때로는 소닉과 에그맨이 협력을 할 때도 있다. 이 협력의 주원인은 협력시의 적이 보통 에그맨의 목표와는 다른 세계 멸망이 주원인이 되는 것도 있으며, 거기에 소닉만이 자신을 막을 수 있다는 호의 아닌 호의를 가지고 있기도 하기 때문이다. 필요할 때는 엄청나게 극악무도해질 수도 있지만 어린아이 같은 마음도 가지고 있는 것이 에그맨의 캐릭터성이라 볼 수 있다.

## 에그맨이 플레이어블 캐릭터로 등장하는 작품
- 소닉 드리프트
- 소닉 어드벤처 2
- 소닉 어드밴스 3
- 소닉 크로니클즈 어둠의 형제

## 성우
일본판 성우로 오오츠카 치카오가 맡고 있었으나, 오오츠카 성우의 별세로 인해 나카무라 코타로가 대신 자리를 맡게 되었다.
북미판 성우는 딤 브리스토가 맡고 있었으나, 브리스토 성우의 별세로 마이크 폴록이 대신 자리를 맡게 되었다. 한국 성우는 유강진, 탁재인, 한상혁, 황일청, 노민, 박영화, 김환진.

## 같이 보기
- 소닉 더 헤지혹의 등장인물 목록